# Helechosa
Helechosa är en ort i Spanien.   Den ligger i provinsen Provincia de Badajoz och regionen Extremadura, i den centrala delen av landet, 160 km sydväst om huvudstaden Madrid. Helechosa ligger 439 meter över havet och antalet invånare är 792. Den ligger vid sjön Embalse de Cijara.
Terrängen runt Helechosa är lite kuperad. Runt Helechosa är det mycket glesbefolkat, med 7 invånare per kvadratkilometer. Närmaste större samhälle är Fuenlabrada de los Montes, 20,0 km söder om Helechosa. 